# Campionati panamericani di judo
I Campionati panamericani di judo sono una competizione sportiva annuale organizzata dalla Confederazione panamericana di judo e riguardante l'intero continente americano. L'edizione inaugurale si è svolta nel 1952 a L'Avana e fino al 2008 la competizione era organizzata dall'Unione panamericana di judo.

## Edizioni
| Anno                            | Città               | Nazione         |
| ------------------------------- | ------------------- | --------------- |
| Panamerican Judo Union          |                     |                 |
| 1952                            | L'Avana             | Cuba            |
| 1956                            | L'Avana             | Cuba            |
| 1958                            | Rio de Janeiro      | Brasile         |
| 1960                            | Città del Messico   | Messico         |
| 1965                            | Città del Guatemala | Guatemala       |
| 1968                            | San Juan            | Porto Rico      |
| 1970                            | Londrina            | Brasile         |
| 1972                            | Buenos Aires        | Argentina       |
| 1974                            | Panama              | Panama          |
| 1976                            | Maracaibo           | Venezuela       |
| 1978                            | Buenos Aires        | Argentina       |
| 1980                            | Margarita           | Venezuela       |
| 1982                            | Santiago del Cile   | Cile            |
| 1984                            | Città del Messico   | Messico         |
| 1985                            | L'Avana             | Cuba            |
| 1986                            | Salinas             | Porto Rico      |
| 1988                            | Buenos Aires        | Argentina       |
| 1990                            | Caracas             | Venezuela       |
| 1992                            | Hamilton            | Canada          |
| 1994                            | Santiago del Cile   | Cile            |
| 1996                            | San Juan            | Porto Rico      |
| 1997                            | Guadalajara         | Messico         |
| 1998                            | Santo Domingo       | Rep. Dominicana |
| 1999                            | Montevideo          | Uruguay         |
| 2000                            | Orlando             | Stati Uniti     |
| 2001                            | Córdoba             | Argentina       |
| 2002                            | Santo Domingo       | Rep. Dominicana |
| 2003                            | Salvador            | Brasile         |
| 2004                            | Margarita           | Venezuela       |
| 2005                            | Caguas              | Porto Rico      |
| 2006                            | Buenos Aires        | Argentina       |
| 2007                            | Montréal            | Canada          |
| 2008                            | Miami               | Stati Uniti     |
| Pan American Judo Confederation |                     |                 |
| 2009                            | Buenos Aires        | Argentina       |
| 2010                            | San Salvador        | El Salvador     |
| 2011                            | Guadalajara         | Messico         |
| 2012                            | Montréal            | Canada          |
| 2013                            | San José            | Costa Rica      |
| 2014                            | Guayaquil           | Ecuador         |
| 2015                            | Edmonton            | Canada          |
| 2016                            | L'Avana             | Cuba            |
| 2017                            | Panama              | Panama          |
| 2018                            | San José            | Costa Rica      |
| 2019                            | Lima                | Perù            |
| 2020                            | Guadalajara         | Messico         |

## Medagliere
Aggiornato a Guadalajara 2020
| Posiz. | Nazione                       | Oro | Argento | Bronzo | Totale |
| ------ | ----------------------------- | --- | ------- | ------ | ------ |
| 1      | Cuba                          | 180 | 84      | 115    | 379    |
| 2      | Brasile                       | 175 | 149     | 164    | 488    |
| 3      | Stati Uniti                   | 71  | 84      | 157    | 312    |
| 4      | Canada                        | 67  | 88      | 139    | 294    |
| 5      | Venezuela                     | 36  | 37      | 95     | 168    |
| 6      | Argentina                     | 26  | 55      | 117    | 198    |
| 7      | Ecuador                       | 13  | 15      | 49     | 77     |
| 8      | Colombia                      | 11  | 13      | 30     | 54     |
| 9      | Porto Rico                    | 10  | 20      | 51     | 81     |
| 10     | Rep. Dominicana               | 9   | 17      | 55     | 81     |
| 11     | Messico                       | 7   | 30      | 67     | 104    |
| 12     | Cile                          | 3   | 2       | 29     | 34     |
| 13     | El Salvador                   | 2   | 2       | 8      | 12     |
| 14     | Panama                        | 1   | 0       | 3      | 4      |
| 15     | Haiti                         | 0   | 4       | 8      | 12     |
| 16     | Perù                          | 0   | 2       | 13     | 15     |
| 17     | Guatemala                     | 0   | 2       | 2      | 4      |
| 18     | Nicaragua                     | 0   | 1       | 1      | 2      |
| 19     | Uruguay                       | 0   | 0       | 7      | 7      |
| 20     | Costa Rica                    | 0   | 0       | 3      | 3      |
| 20     | International Judo Federation | 0   | 0       | 3      | 3      |
| 22     | Guam                          | 0   | 0       | 1      | 1      |
| 22     | Honduras                      | 0   | 0       | 1      | 1      |
| 22     | Paraguay                      | 0   | 0       | 1      | 1      |
| Totale | Totale                        | 610 | 606     | 1119   | 2335   |